# Rue Carnot (Levallois-Perret)
Pour l’article homonyme, voir Rue Carnot.
La rue Carnot est une voie de circulation de Levallois-Perret,.

## Situation et accès

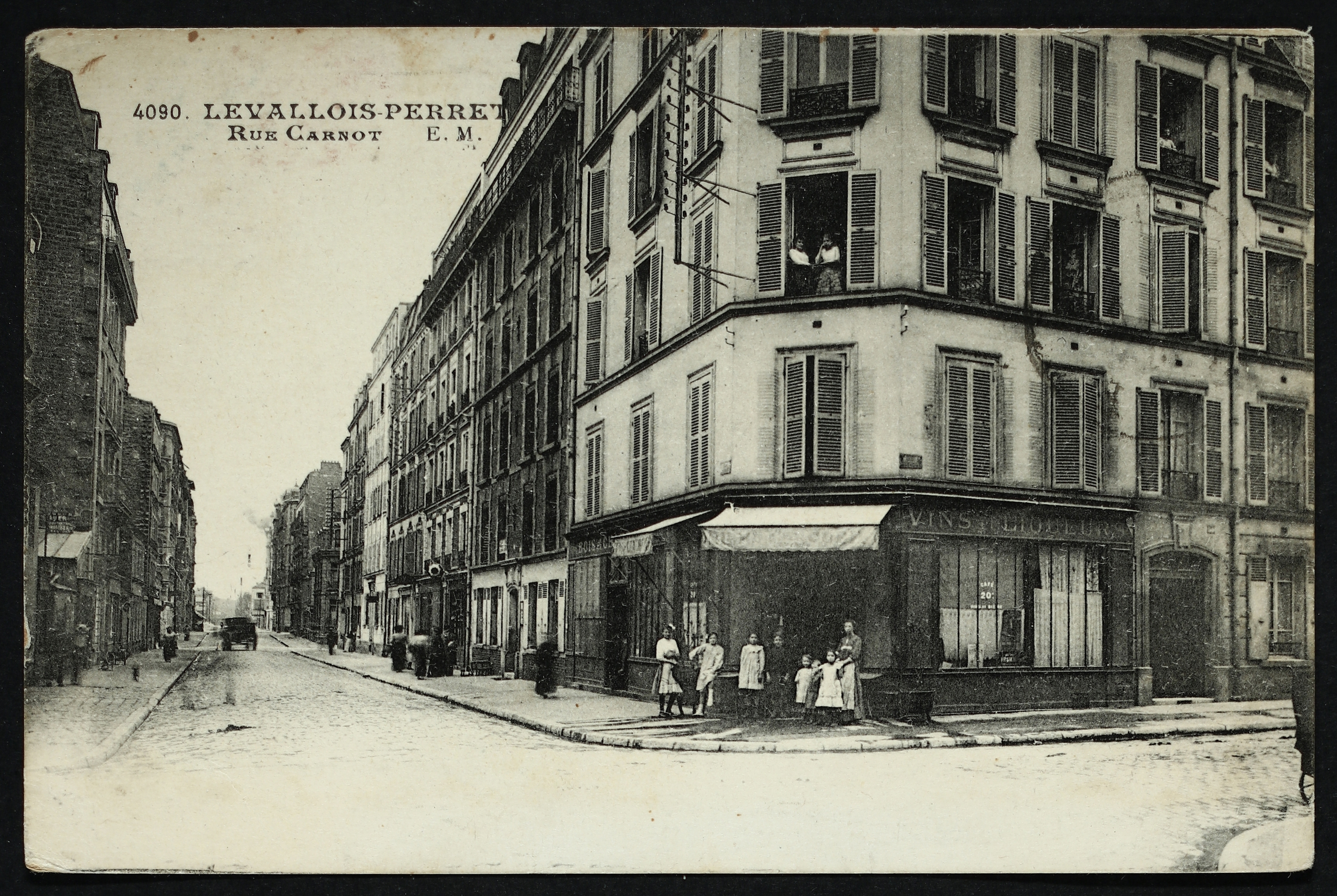
La rue Carnot prise de la rue Vallier.

La rue Carnot est accessible par la station de métro Anatole-France sur la ligne 3 du métro de Paris.
Elle croise notamment, en partant du nord, la rue Voltaire, la rue Aristide-Briand, la rue Louis-Rouquier et la rue Louise-Michel.

## Origine du nom
Cette voie de circulation a été nommée en hommage à l'homme politique Sadi Carnot (1837-1894).

## Historique

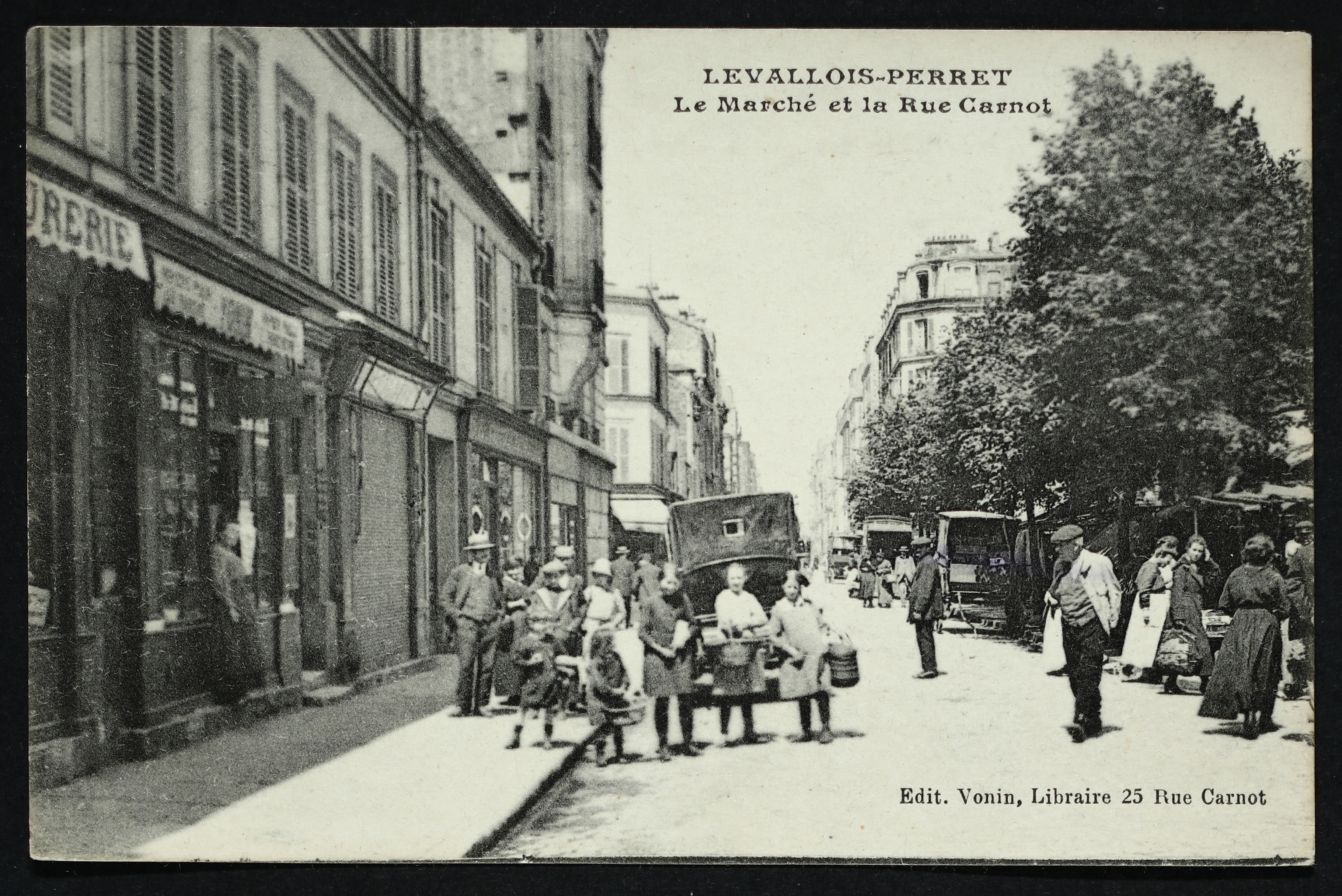
Le marché et la rue Carnot.

La rue Carnot menait autrefois jusqu'à Paris via le passage d'Isly. Dans les années 1970, la métamorphose du pourtour de Paris due à la construction du boulevard périphérique entraîna la suppression de sa partie sud.
Cette rue a été représentée par la série photographique 6 mètres avant Paris réalisée par Eustachy Kossakowski en 1971.

## Bâtiments remarquables et lieux de mémoire
- Marché des Halles[5], sur la place Henri-Barbusse, anciennement place Saint-Vincent-de-Paul[6], puis place du Marché. Sa construction a été décidée en vertu d'un arrêté prefectoral en 1867. Il a été couvert en 1898. Son nom officiel est aujourd'hui marché Henri-Barbusse[7].
- Parc de la Planchette.
- Au no 19, un immeuble du mouvement moderniste, datant de 1960[8].
- Au no 40 vécut Simone Barbié (1909-1988), artiste peintre[9].